# Alice Sommer Herz
Pour les articles homonymes, voir Sommer et Herz.
Alice Sommer Herz, aussi connue comme Alice Sommer, née le 26 novembre 1903 et morte le 23 février 2014, est une pianiste pragoise germanophone et professeur de musique, rescapée du camp de concentration de Theresienstadt. Alice Sommer-Herz vivait dans le nord de Londres, Royaume-Uni depuis 1986, et était, à la fin de sa vie, la survivante la plus âgée connue de la Shoah.

## Biographie
Sœur jumelle de Mariana, Alice naît en 1903 à Prague (Autriche-Hongrie) de Friedrich et Sofie Herz. La langue maternelle de ses parents, comme la plupart des juifs praguois bourgeois, était l'allemand. En 1931, elle épouse un musicien, Leopold Sommer, et donne naissance à un fils, Raphaël, en 1937. Après l'invasion de la Tchécoslovaquie par les Allemands, la plupart des membres de sa famille et ses amis émigrent en Palestine via la Roumanie, y compris Felix Weltsch, son beau-frère et Max Brod, mais Alice Sommer-Herz reste à Prague. En 1942, sa mère, âgée de 72 ans, malade, est déportée et meurt peu après. Un an plus tard, Alice Sommer-Herz, son mari et leur fils sont envoyés au camp de concentration de Theresienstadt. Avec d'autres musiciens, Alice Sommer-Herz donne plus de cent concerts dans le camp. Après quelques mois, Léopold son mari est envoyé  à Auschwitz et meurt à Dachau en 1944. Après la libération soviétique de Theresienstadt en 1945, Alice Sommer-Herz retourne à Prague et en mars 1949 émigre en Israël pour y rejoindre sa famille. Elle vit en Israël et travaille comme professeur de musique à Jérusalem jusqu'en 1986, quand elle décide de suivre à Londres son fils, un violoncelliste accompli qui s’est établi en Grande-Bretagne.
En 2001, son fils, Raphaël Sommer, meurt lors d’une tournée du Solomon Trio en Israël.
À 103 ans, elle retrace sa vie dans un livre, Ein Garten Eden inmitten der Hölle - Ein Jahrhundertleben, signé par Melissa Müller et Reinhard Piechocki et paru en 2006 aux éditions allemandes Droemer/Knaur. Un bestseller traduit en sept langues sous des titres fidèles (e.g. A Garden of Eden in Hell). Deux films primés plusieurs fois ont élargi l’audience de cette pianiste dans le monde : We Want the Light et Everything Is a Present (réalisés par Christopher Nupen).
Christopher Nupen connaît Alice Sommer Herz depuis trente ans. Everything Is a Present, rythmé par des airs de Schubert, Smetana, Beethoven interprétés par Alice Sommer Herz, a été diffusé sur Arte en novembre 2011.
Dans le film documentaire, de Malcolm Clarke, The Lady in Number 6: Music Saved My Life, en français La Dame du 6, Alice Sommer Herz annonce n’éprouver aucune haine, ni pour l'Allemagne, ni pour les Allemands : « La haine amène la haine ». Elle estime que le bien et le mal cohabitent dans tous les êtres humains. Selon elle, son optimisme et sa discipline sont les secrets de sa longévité. Alice Sommer Herz a pratiqué la natation quotidiennement jusqu’à l’âge de 97 ans et, à l'âge de 107 ans, jouait toujours du piano deux heures et demie chaque jour.
En 2010, le ministre tchèque de la Culture lui décerne le prix Artis Bohemiae Amicis, distinguant « les personnalités ayant contribué à la promotion de la culture tchèque à l’étranger ». Michael Zantovsky, ambassadeur de la République tchèque en Grande-Bretagne, lui remet ce prix à Londres le 26 novembre 2010.
Elle meurt le 23 février 2014 à Londres à l'âge de 110 ans.
Le 2 mars 2014, le film The Lady in Number 6: Music Saved My Life sur la vie de Alice Sommer Herz remporte un Oscar (Academy Awards) comme court documentaire.

### Articles
- "Un destin d'exception" Arte 2011
- "Life is beautiful" Guardian article 13 December 2006
- "I look at the good". Haaretz article 21 January 2010
- "I played Chopin as they sent my family to their deaths" Jewish Chronicle article
- "A Life in the Day: Alice Herz-Sommer" The Sunday Times 27 January 2008
- La sagesse d'une optimiste de 109 ans

### Programmes et films
- Un siècle de sagesse (Conversation avec une survivante de l'holocauste, âgée de 108 ans, Alice Herz Sommer. Interview réalisée par Anthony Robbins. Traduction: Bernard de Bézenac)
- "Alice Sommer Herz at 106: Everything Is a Present" BBC documentary Made by Christopher Nupen (en) - diffusé sur Arte en 2011
- "Surviving the Holocaust BBC Radio 4 Woman's Hour programme. 27 janvier 2006
- 13 June 2010 Guardian video (3 min) "Holocaust survivor Alice Herz Sommer playing piano"
- Film - We want the light, featuring Sommer Hertz by Christopher Nupen (en).
- Alice Herz-Sommer tells her life story at Web of Stories (vidéo)
- La Dame du 6, court documentaire de Malcolm Clarke, avec la voix française de Patrick Bruel.